# Cecaumen
|  | Per a altres significats, vegeu «Catacaló Cecaumen». |

Cecaumen (grec antic: Κεκαυμένος) va ser un militar aristòcrata i escriptor romà d'Orient del segle xi que va escriure un llibre titulat Estratègicon, el qual no s'ha de confondre amb l'Estratègicon de Maurici. Es tracta d'una obra escrita en forma de parènesi, en llengua grega, amb incorporació d'algunes expressions llatines, i que inclou contingut tant polític com estratègic. La va compondre devers els anys 1075 i 1078, cap al final de la seva vida. El nom de l'obra es deu a la major extensió d'un dels capítols, dedicat a aconsellar l'estrateg.

## Dades biogràfiques
Les escasses dades biogràfiques que es coneixen sobre la seva vida procedeixen de referències de la seva obra.
El seu avi matern es deia Demetri Polemarc, i el seu avi patern es deia Cecaumen, com ell: tots dos van ser militars. El seu pare també es deia Cecaumen. Se sap sobre ell que va ser un militar que va participar en nombroses campanyes, raó per la qual va adquirir experiència en temes geogràfics, polítics i internacionals. Va ser estrateg a Larisa; va prendre part en la campanya de l'emperador Miquel V contra els búlgars, dirigits per Pere Delian el 1041, i també va viure els esdeveniments de l'any 1042, quan hi va haver una revolta popular a Constantinoble contra Miquel V.